# Charlemagne Anyamah
Charlemagne Anyamah (né le 23 janvier 1938 au Lamentin ) est un athlète français, spécialiste du décathlon.

## Biographie
Il est champion de France de décathlon en 1968 et 1969. 
Il est aussi 24e des Championnats d'Europe d'athlétisme 1966 à Budapest, participe au décathlon des Jeux olympiques d'été de 1968 à Mexico (abandonnant en cours de compétition) et termine 12e des Championnats d'Europe d'athlétisme 1969 à Athènes.